# Findlay (Ohio)
Pour les articles homonymes, voir Findlay.
Findlay est une ville de l'État de l'Ohio, aux États-Unis.
Elle est le siège du comté de Hancock.

## Géographie

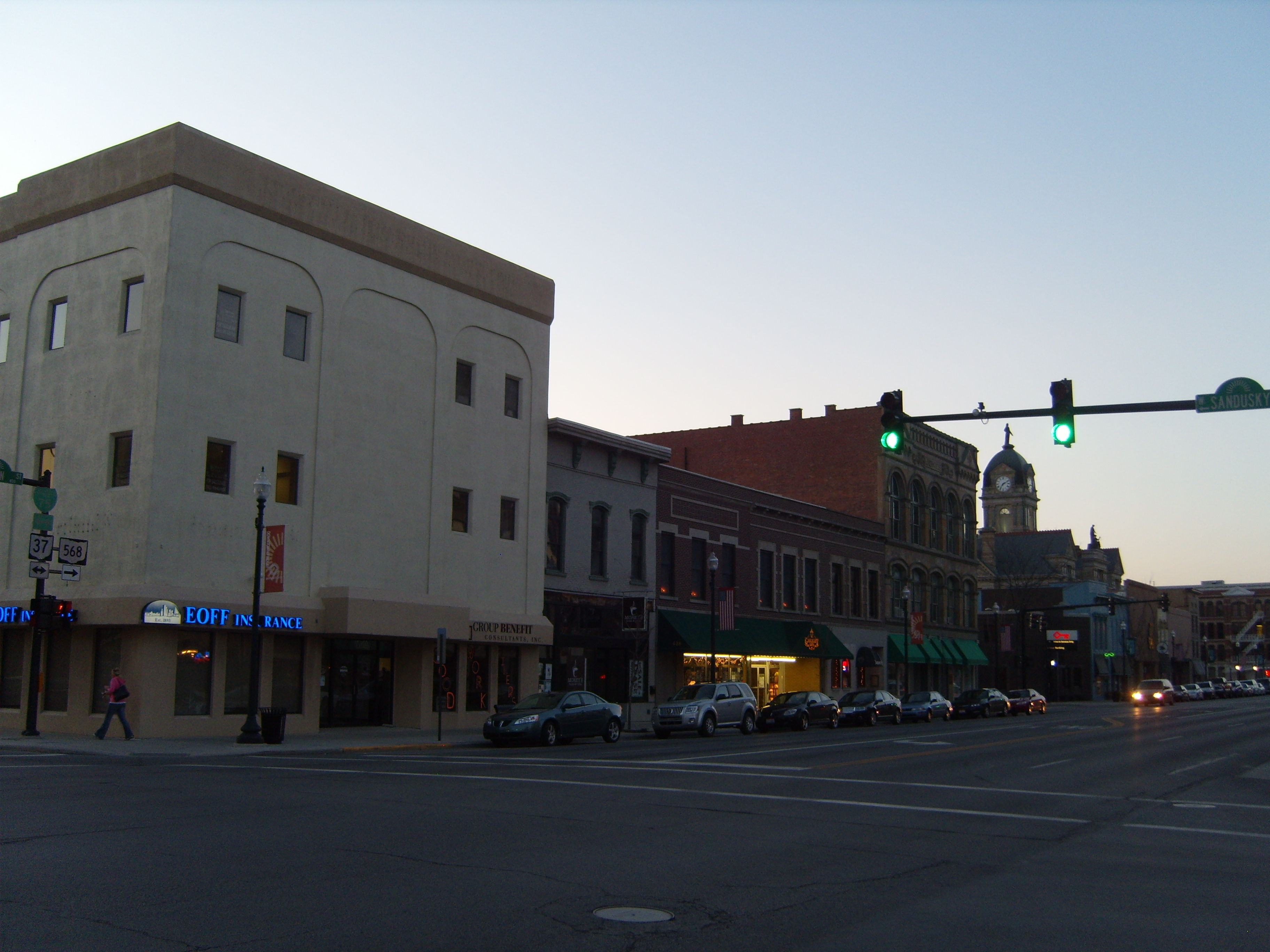
Le centre-ville de Findlay

Selon les données du Bureau du recensement des États-Unis, Findlay a une superficie de 44,8 km² (soit 17,3 mi²) dont 44,5 km² (soit 17,2 mi²) en surfaces terrestres et 0,3 km² (soit 0,1 mi²) en surfaces aquatiques.

## Démographie
Findlay était peuplée, lors du recensement de 2000, de 38 967 habitants.